# Mistrzostwa Świata w Piłce Nożnej 1994 (eliminacje strefy CONMEBOL)
W eliminacjach do finałów Mistrzostw Świata w Piłce Nożnej 1994 w Stanach Zjednoczonych AP w strefie CONMEBOL brało udział 9 reprezentacji narodowych. Spośród nich 3 uzyskały awans, natomiast jedna drużyna rozegrała baraż ze zwycięzcą barażu pomiędzy zwycięzcą kwalifikacji strefy OFC (zobacz: elim. strefy OFC) a drugim zespołem kwalifikacji CONCACAF (zobacz: elim. strefy CONCACAF). Strefa południowoamerykańska miała zatem 3 do 4 miejsc w finałach. W eliminacjach nie brała udziału reprezentacja Chile, która została zdyskwalifikowana przez FIFA za incydent, który wydarzył się podczas ostatniego meczu Chile w eliminacjach do Mistrzostw Świata 1990, znany jako El Maracanazo.

## Zasady kwalifikacji
Zespoły zostały podzielone na dwie grupy po 4 (grupa A) lub po 5 (grupa B) drużyn. Awansował pierwszy zespół grupy A i dwa pierwsze zespoły grupy B. Drugi zespół grupy A zagrał w barażu ze zwycięzcą barażu pomiędzy zwycięzcą eliminacji strefy OFC a drugim zespołem kwalifikacji strefy CONCACAF.

## Przebieg eliminacji

### Grupa A
Klasyfikacja:
Wyniki:

### Grupa B
Klasyfikacja:
Wyniki:

## Awans
Awans do turnieju finałowego Mistrzostw świata uzyskały następujące reprezentacje:
- Kolumbia
- Brazylia
- Boliwia
- Argentyna